# Piton de la Petite Rivière Noire
Piton de la Petite Rivière Noire (también llamado Black River Peak) es la montaña más alta de la isla de Mauricio, en el Océano Índico. Situada en el distrito de Río Negro (Black River district) y elevándose a una altura de 828 m (2,717 pies) sobre el nivel del mar, forma parte del grupo de montañas de Río Negro (chaîne de la Rivière Noire o Black River mountain range).
Hay dos otras cadenas montañosas principales en la Isla Mauricio: Moka-Port Louis y Grand Port-Sabana. La cordillera de Moka-Port Louis incluye las montañas Pieter Both (820 m) y Le Pouce (811 m), la segunda y tercera cumbre más alta del país respectivamente. Ambas son más famosas que Piton de la Petite Rivière Noire, en el suroeste.